# ロイロ島

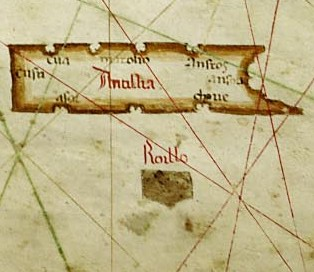
1489年に制作されたアルビノ・デ・カネパの羅針儀海図の部分。ロイロ島が、アンティリア島のすぐ西側に描かれている。

ロイロ島（ロイロとう、Royllo, Roillo）は、大西洋上に存在するとかつて考えられていた、伝説上の島。おそらくこの島は、もともと1424年のツアン・ピッツィガーノの海図に「イマナ島 (Ymana)」として記されていたものと同じものと思われる。この島は、数多くの15世紀の地図にも、より大きな島であるアンティリア島から西へ20リーグほど離れたところにあるごく小さな島として描かれている。この島は、「新たに発見された島々 (insulae de novo repertae)」として、他の疑存島とともに表現されていることもある。